# Pole górnicze

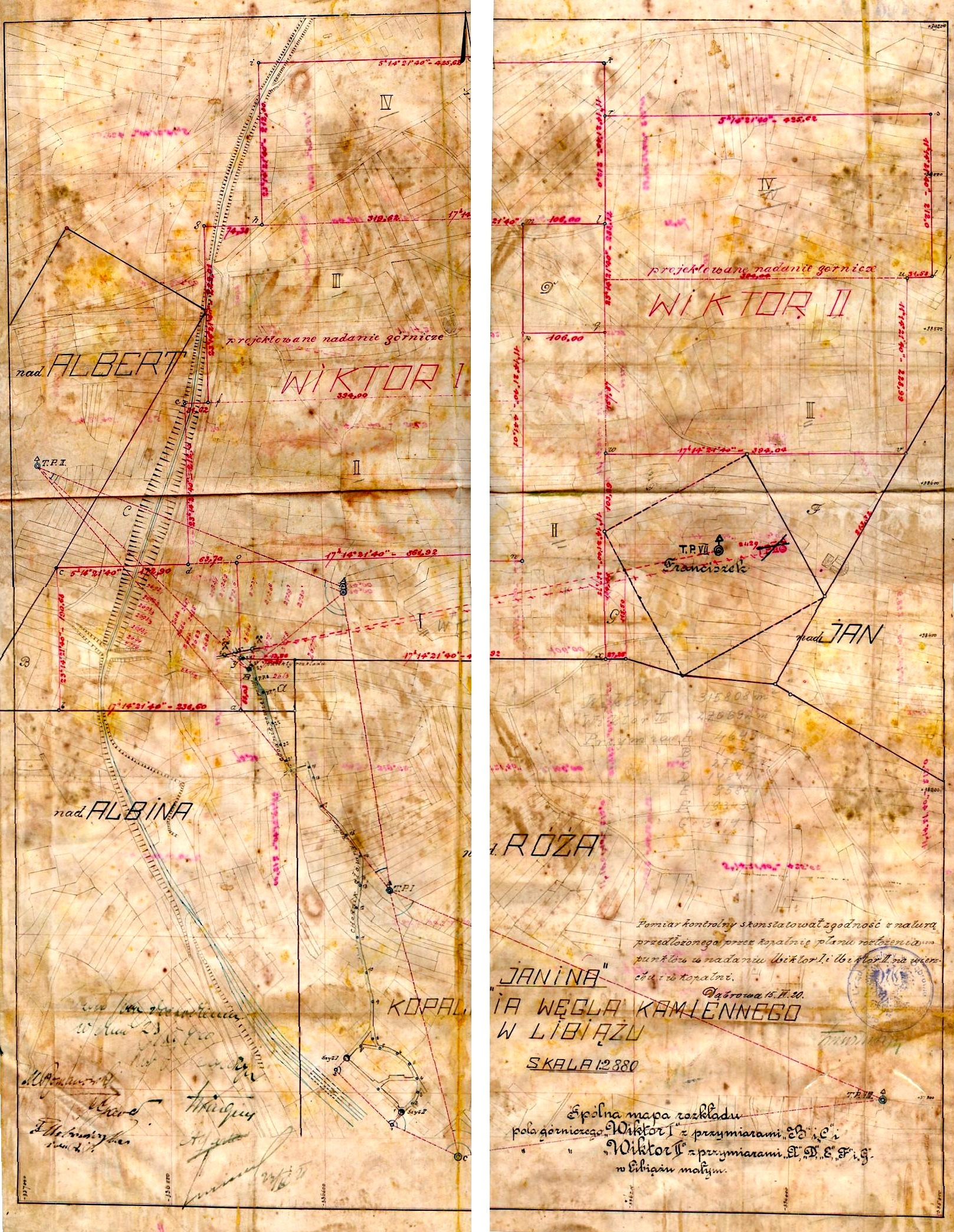
Załącznik do aktu nadania własności pól górniczych Wiktor I i Wiktor II dla kopalni "Janina" w Libiążu, 1922

Pole górnicze jest to wyznaczona i nazwana powierzchnia gruntu, na której odkryto naturalne złoża minerału i planuje się jego eksploatację.